# Emirates Stadium
Das Emirates Stadium (bei UEFA-Wettbewerben Arsenal Stadium) ist ein Fußballstadion in Ashburton Grove im Stadtteil Holloway im Norden der englischen Hauptstadt London, Vereinigtes Königreich. Es ist seit 2006 Heimspielstätte und Eigentum des Fußballvereins FC Arsenal. Dort werden seit der Saison 2006/07 die Heimspiele des FC Arsenal in der Premier League und ab der Saison 2025/26 die Heimspiele des Arsenal Women FC in der FA Women’s Super League ausgetragen sowie verschiedene Shows und Konzerte veranstaltet. Mit einer Kapazität von 60.704 ist es das viertgrößte Stadion in England. Benannt wurde das Stadium nach der Fluggesellschaft Emirates, die einen Sponsorendeal mit Arsenal abschloss und sich das Namensrecht für das Stadion sicherte. 

## Charakteristika
Das Design des Stadions entstammt dem Architekturbüro HOK Sports (heute: Populous), die zuvor bereits für die Gestaltung des Estádio da Luz in Lissabon, des Olympiastadions in Sydney sowie des neuen Wembley Stadium verantwortlich zeichnete. Konstruiert wurde es von Sir Robert Mc Alpine.

### Umgebung
Das Stadion ist etwa 800 m von dem ehemaligen Stadion Highbury entfernt. Das 17 Hektar große Gelände ist dreieckig geformt und wird im Westen und Osten von Bahnlinien und im Süden von der Queensland Road begrenzt. Um das Gelände liegen größtenteils Wohnbauten.
Das Stadion steht auf einem Platz mit einer Fläche von etwa 7,8 Hektar. Das Gelände befindet sich auf einem Podium über dem Boden. Dieses ist so ausgehöhlt, dass der Eingangsbereich des Stadions auf Straßenniveau liegt. Neben dem Platz befinden sich Vereinsbüros, die Kasse und ein 10.000 m2 großen Shop für den Verkauf von Arsenal-Fanartikeln begrenzt. Am Stadion befinden sich außerdem zwei Fußgängerbrücken, die das Stadion mit dem Bahnhof Drayton Park verbinden. Eine dritte Brücke an der nördlichen Ecke des Geländes ist für die Zufahrt von Rettungsfahrzeugen vorgesehen. Das Stadion selbst wurde so weit nördlich auf dem Platz wie möglich platziert und ist wie Highbury in Nord-Süd-Richtung ausgerichtet.

### Bauweise
Für den Bau wurden insgesamt 60.000 m3 Beton verwendet. Der höchste Punkt des Stadions liegt 46 m über dem Podium. Das Stadiondach folgt dem elliptischen Grundriss. Die Kanten des lichtdurchlässigen Polycarbonatdachs sind ein wenig höher als die Ecken. Die Unterseite des Dachs ist mit Metallpaneelen verkleidet. Das Dach wird von vier dreieckigen Trägern aus Stahlrohren getragen. Zwei große Träger überspannen 200 m in Nord-Süd-Richtung, während zwei kleinere Träger in Ost-West-Richtung verlaufen.
Auf der Podiumsebene wird für die Fassaden gehärtetes Glas verwendet, während auf den oberen Ebenen leichteres Glas für die Neigung in der Fassade verwendet wurde. Bei klimatisierten Räumen wurden Doppelverglasungen eingesetzt. Insgesamt wurden so 15.000 m2 an Glas verwendet.

### Innenbereich
Die Arena besteht aus vier überdachten Zuschauerrängen, wobei der Unterrang groß und flach ist und der zweite Rang lediglich aus acht Sitzreihen besteht. Dieser reicht in den Luftraum über dem ersten Rang hinein. Ein dritter kleiner Rang (Club Tier genannt) hat im hinteren Bereich Logen (Diamond Club genannt), von denen es 150 gibt. Der vierte Rang heißt Upper Tier und ist in geschwungener Form gestaltet. Durch diese Bauart entsteht der Eindruck, das Dach würde durchhängen. Dabei sind die unteren und oberen Ränge für Zuschauer mit allgemeinem Eintritt, während die mittleren Ränge und die Logen für Zuschauer vom Verein oder von Unternehmen bestimmt sind. Zudem sind zwei Videowände installiert.
Der Rasen des Stadions misst 105 m × 68 m und wird von LED-Flutlichtern beleuchtet. Ab 2016 wurde der Rasen mit elektrischen Spindelmähern gemäht. Seit 2020 werden dafür elektrische Sichelmäher verwendet. Zur Unterstützung des Wachstums des Rasens kommen künstliche Lichtquellen zum Einsatz. Die Natriumdampflampen imitieren das Sonnenlicht und strahlen gleichzeitig Wärme ab. Schädlingsbekämpfung wird unter anderem auch mit Knoblauch betrieben. Weiterhin werden auch durch das Verwenden von Dampf Schädlinge bekämpft und so der Einsatz von Chemikalien verringert. Um die optimalen Bedingungen für den Rasen herzustellen, werden Parameter wie Feuchtigkeit und Temperatur über Messgeräte überwacht. Seit 2024 wird die Rasenpflege von einem rein weiblichen Team betrieben.
Zugang zum Stadion erhält man über Drehkreuze an den Eingängen. Durch einen Softwarefehler dieser kam es im August 2023 dazu, dass diese nicht funktionierten und das Spiel um mehr als eine halbe Stunde verschoben werden musste. Unter dem Stadion befinden sich zwei Ebenen mit den Küchen, die von der Catering-Firma Delaware North betrieben werden, Umkleideräume, Presse- und Schulungszentren sowie Ladebereiche. Oberhalb des Podiums befinden sich Restaurants und Lounge-Bars mit Blick auf das Spielfeld und den Außenbereich. Ein weiteres Geschoss in diesem Bereich beherbergt private Logen.
Versorgt wird das Stadium durch ein Batteriespeichersystem im Untergeschoss des Stadiums, das genug Energie speichern kann, um das gesamte Stadion über ein Spiel hinweg zu versorgen. Das sorgt dafür, dass der Strom zu billigen Preisen eingekauft und gespeichert werden kann und nicht während des Spiels aus dem Stromnetz gespeist werden muss.

## Geschichte

### Planung

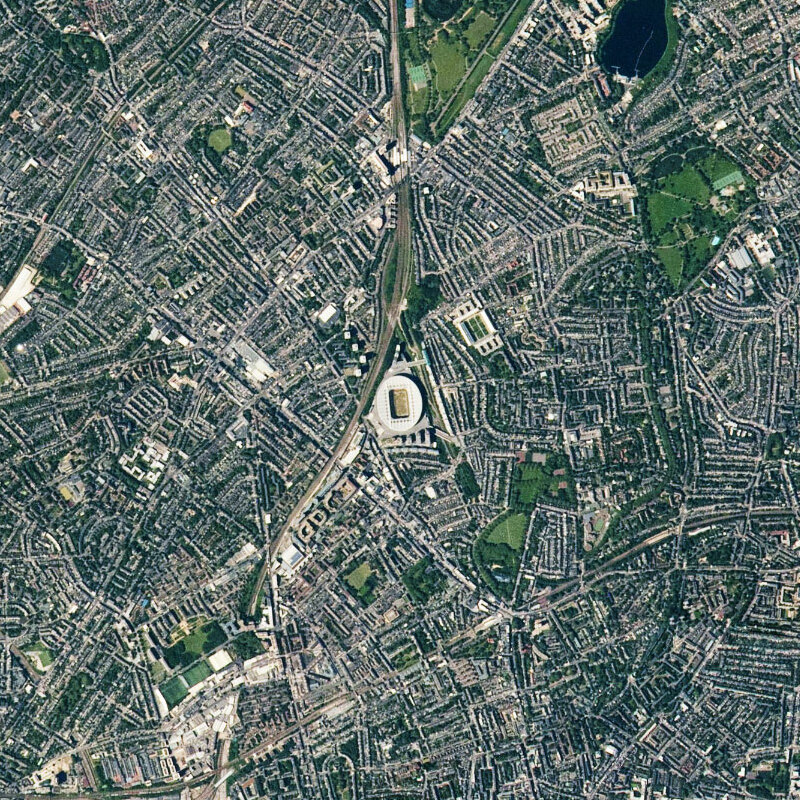
Lage des Ashburton Grove mit fertiggestelltem Stadium im Norden Londons.

Aufgrund der baulichen Beschränkung des alten Highbury, das im Vergleich zu anderen englischen Fußballclubs recht wenige Sitzplätze bot, entschied man sich, ein neues größeres Stadion zu bauen. Dieses sollte für höhere Ticketeinnahmen sorgen und mit den Stadien anderer Spitzenvereine mithalten können.
Die ersten Überlegungen in ein neues Stadion in Ashburton Grove umzuziehen, teilte Arsenal im November 1999 mit. Im Jahr 2000 ließen die Vorstandsmitglieder Danny Fiszman und David Dein verlauten, dass man Ashburton Grove für die beste Option halte. Noch im November des Jahres stellte der Verein ein Konzept für das Stadion vor.
Das Gelände gehörte der Stadt, wurde vorher als Mülldeponie verwendet und befand sich einige hundert Meter vom alten Highbury, Heimat des FC Arsenal von 1913 bis 2006, entfernt. Für einen Verkauf an Arsenal mussten bestimmte Auflagen erfüllt werden, da es sich um öffentliches Gelände handelte. So musste Arsenal die dort ansässigen Unternehmen davon überzeugen, ihr Grundstück zu verkaufen und umzuziehen. Dafür kaufte Arsenal andere Immobilien in Islington und brachte die Unternehmen dort unter. Weiterhin musste Arsenal als Ersatz für die Mülldeponie einen neuen Recyclinghof in der Nähe errichten. Schließlich forderte der Stadtrat auch, dass Arsenal soziale Einrichtungen wie Kindertagesstätten und Gesundheitszentren sowie mehr als 2000 Wohnungen errichtet.
Als Gegenbewegung gründeten einige ortsansässige Anwohner und Unternehmen die Islington Stadium Communities Alliance (ISCA), die den Abbruch der Verhandlungen mit Arsenal forderte. Arsenal baute mehr Druck auf die Anwohner aus und drohte mit Compulsory purchase orders, also dem Kauf der Grundstücke ohne das Einverständnis der Besitzer. Weiterhin legte man eine Umfrage vor, in der angeblich 70 % der Bewohner Islingtons den Bau des Stadions befürworteten. Der Stadtrat entschied schließlich im Dezember 2001 mit 34 zu sieben Stimmen, dass man Arsenal eine Baugenehmigung erteilen wird. Die ISCA erhob Einspruch beim High Court of Justice mit der Begründung, dass die Pläne ihre Menschenrechte verletzen würden. Richter Duncan Ouseley wies die Klage im Juli 2002 ab und machte damit den Weg für den Baubeginn frei.
Diese Entscheidung des Vize-Premierministers John Prescott, Arsenal das Recht auf Compulsory purchase orders zu gewähren, wurde von einigen Anwohnern vor dem High Court of Justice angefochten. Das Gericht wies den Antrag jedoch ab.

### Finanzierung
Im September 2001 erwarb das Medienunternehmen Granada Media 5 % Anteile am Club im Wert von 47 Millionen Pfund. Dieses Geld wurde für die Finanzierung des Baus verwendet. Im Geschäftsjahr 2001/2002 machte der Verein einen Verlust von 22,3 Millionen Pfund vor Berechnung der Steuern. Dies, sowie eine gestiegene Anzahl von Spielern, größere Auszahlungen von Boni und der Bau des Stadions, führte dazu, dass der Verein plante, die Löhne zu kürzen. Da die Kosten für das Stadion im Januar 2003 bereits 100 Millionen Pfund über den geplanten 400 Millionen Pfund waren, beauftragte man die Investmentbank N M Rothschild & Sons mit der Prüfung der finanziellen Situation des Vereins. Der Verein nahm auch einen Kredit in der Höhe von 300 Millionen Pfund von der Royal Bank of Scotland auf.
Im August 2003 schloss Arsenal einen Vertrag mit Nike für das Sponsoring ihrer Trikots. Der Vertrag mit einer Laufzeit von zehn Jahren besaß einen Wert von 130 Millionen Pfund. Der vorherige Vertrag zwischen Arsenal und Nike belief sich auf 5,7 Millionen Pfund pro Jahr. Durch die neue Vereinbarung erhöht sich dieser Betrag um fast 8 Millionen Pfund.
Der Bau des Stadiums wurde mit etwa 100 Millionen Pfund von der staatlichen Fluggesellschaft des Emirats Dubai, Emirates, gesponsert, die früher dem Rivalen FC Chelsea finanziell unter die Arme griff. Wie im Oktober 2004 bekannt gegeben wurde, beteiligt sich Emirates langfristig an der Finanzierung des Projekts und erhielt dafür für 15 Jahre das Namenssponsoring. Diese Summe beinhaltet auch eine achtjährige Trikotwerbung für Emirates, beginnend mit der Saison 2006/07. Später wurde der Vertrag um sieben Jahre bis 2028 verlängert.

### Bau und Eröffnung

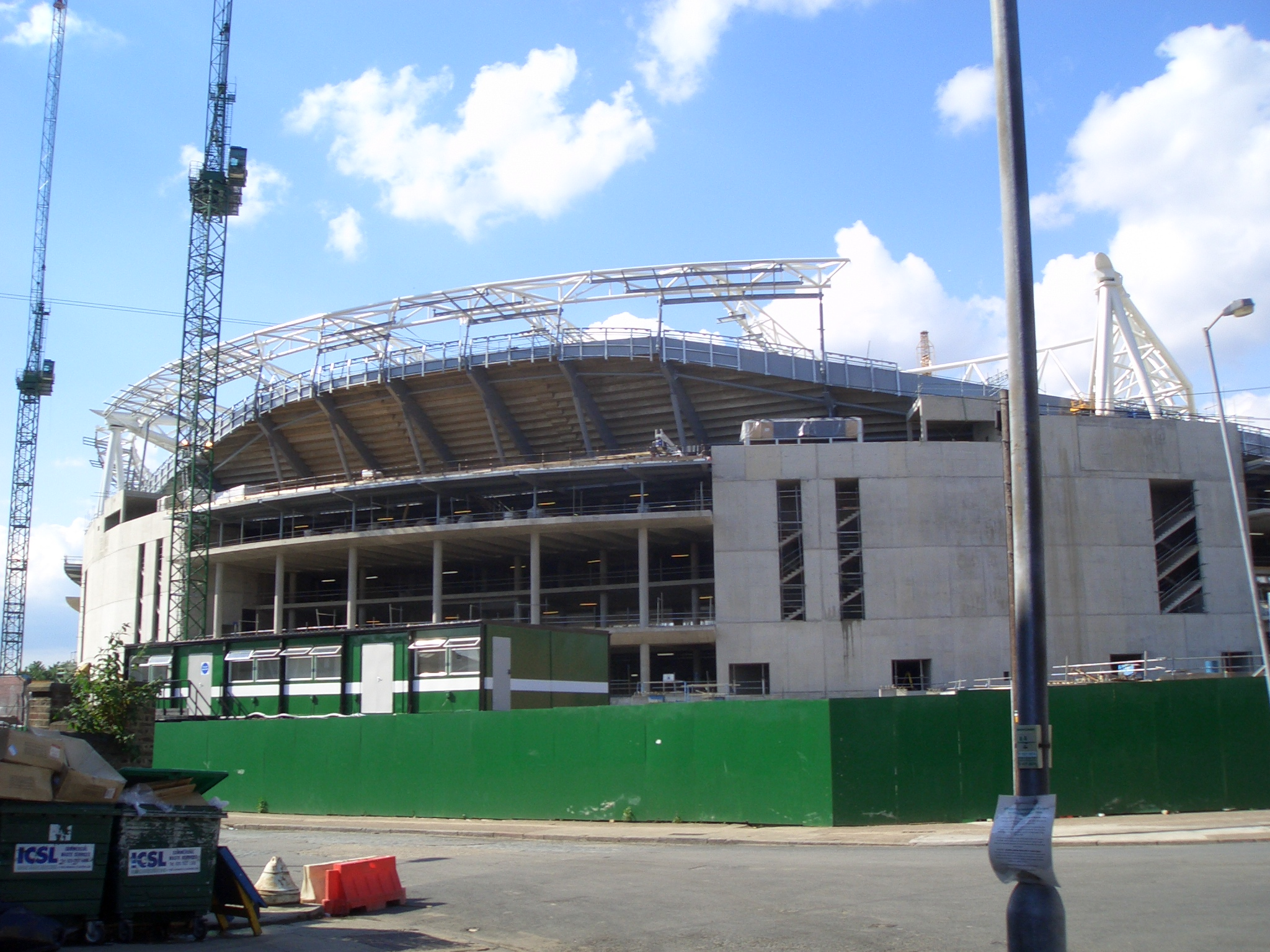
Die Stadionbaustelle im Mai 2005

Viereinhalb Jahre nachdem man sich für Ashburton Grove entschieden hatte, konnte Arsenal nun das Grundstück erwerben. Die Baugenehmigung wurde im Mai 2002 erteilt und die Bauarbeiten begannen im Februar 2004. Im März wurden die Abrissarbeiten dann beendet. Als Nächstes wurden die beiden Brücken, die das Stadion mit dem Bahnhof Drayton Park verbinden, fertiggestellt. Die Fassadenverkleidung wurde im November 2004 begonnen, während die Aufzüge ab März 2005 eingebaut wurden. Die Hauptkonstruktion des Dachs begann im Juni 2005 und im Januar 2006 wurden die Arbeiten an dem Podium abgeschlossen. Schließlich installierte man bis Mai 2006 die Sitzplätze und stellte den Platz fertig. Das Richtfest fand im August 2005 statt und ein Jahr später wurde das Stadion eröffnet.
Das Stadion wurde am 22. Juli 2006, nach dem Baubeginn im Februar 2004, eröffnet. Es bietet Platz für 60.704 Zuschauer und ist damit, nach dem Wembley Stadium und dem Tottenham Hotspur Stadium, das drittgrößte Fußballstadion in London. Mit etwa 390 Millionen Pfund (etwa 600 Mio. Euro) Gesamtkosten war es zum Zeitpunkt der Eröffnung das teuerste Stadion der Premier League. Mit allen weiteren Maßnahmen in Zusammenhang mit dem Umzug in das neue Stadion wird geschätzt, dass ca. 800 Millionen Pfund von dem Verein aufgebracht werden mussten.
Um eine Lizenz für die Eröffnung des Stadions zu erhalten, mussten zunächst drei Veranstaltungen ohne volle Besetzung der Plätze durchgeführt werden. Die erste dieser Veranstaltungen war ein offenes Training für 20.000 Dauerkarteninhaber am 20. Juli 2006. Die zweite Veranstaltung fand vor 40.000 Zuschauern statt und war das erste Spiel im Emirates Stadium und fand als Testspiel gegen Ajax Amsterdam am 22. Juli 2006 statt. Das erste Premier-League-Spiel wurde am 19. August 2006 gegen Aston Villa ausgetragen.

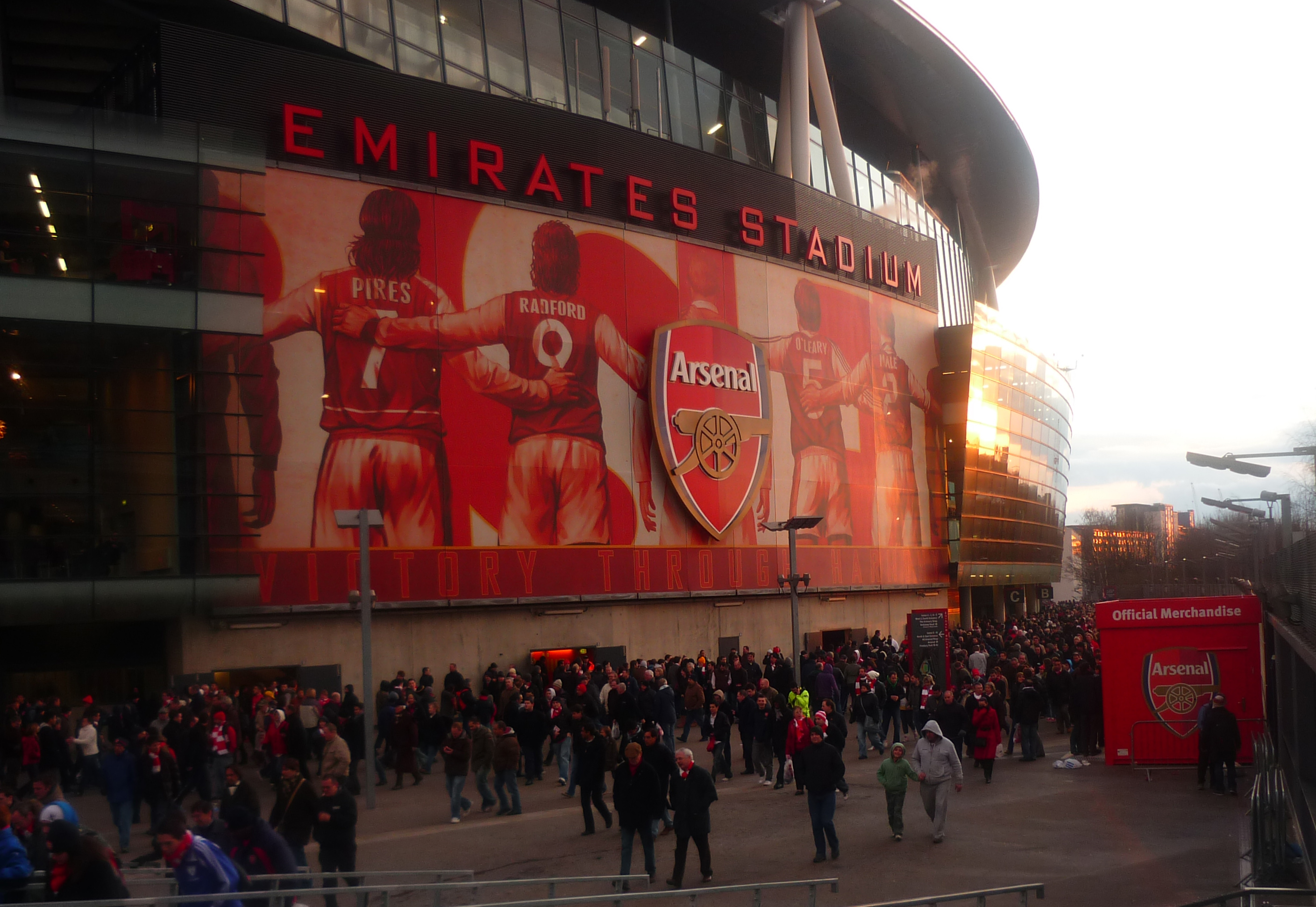
Eins der vier Bilder an der Außenseite des Stadions

### Arsenalisation
Während der sogenannte „Arsenalisation“-Kampagne in den Jahren 2009 und 2010 sollte das Stadion deutlicher als Teil des FC Arsenal gekennzeichnet werden. Dafür wurden zum einen die Sitzreihen so eingefärbt, dass das Muster Kanone auf dem Logo des Vereins sichtbar ist. Weiterhin wurde eine Wand der „12 Greatest Moments“ auf der unteren Ebene des Stadions eingerichtet, auf der Bilder zu von den Fans ausgewählten Ereignissen zu sehen sind. An die Außenwand des Stadions platzierte man acht große Bilder, die jeweils vier ehemalige Arsenal-Spieler darstellen, die sich in die Arme schließen, sodass das Gesamtbild 32 Spieler zeigt, die das Stadion umarmen.
Vor Beginn der Saison 2010/11 benannte Arsenal die Sitztribünen des Stadions in Osttribüne, Westtribüne, Nordtribüne und Clock End um. Dabei wurde über Clock End eine Uhr installiert. Dies war in ähnlicher Form auch schon in Highbury vertreten. Im April 2011 benannte Arsenal zwei Brücken in der Nähe des Stadions zu Ehren der Vereinsdirektoren Ken Friar und Danny Fiszman um. Zum 125-jährigen Bestehen des Vereins im Dezember 2011 enthüllte Arsenal drei Statuen der ehemaligen Spieler Tony Adams und Thierry Henry sowie des Managers Herbert Chapman in der Nähe des Stadions. Eine weitere Statue wurde 2014 aufgestellt. Sie zeigt den ehemaligen Stürmer Dennis Bergkamp. Im Jahr 2023 kam schließlich noch die Statue von Arsène Wenger hinzu.

## Nutzung

### Fußball
Die Heimspiele des FC Arsenal in der Premier League werden seit der Saison 2006/07 im Emirates Stadium ausgetragen.
Der Arsenal Women FC spielt hauptsächlich im Meadow Park, trug seit der Saison 2022/23 der FA Women’s Super League aber auch mehrmals Spiele im Emirates Stadium aus. Im Februar 2024 war das Stadion bei einem Spiel der Frauenmannschaft gegen Manchester United W.F.C. ausverkauft und brach somit den Rekord für die meisten Zuschauer in der FA WSL. Ab der Saison 2025/26 soll die Mannschaft den Großteil der Heimspiele im Emirates Stadium austragen sowie gegebenenfalls die Spiele der UEFA Women’s Champions League darin bestreiten.
Auch mehrere internationale Freundschaftsspiele wurden im Stadion ausgetragen; alle unter Beteiligung der brasilianischen Fußballnationalmannschaft. Erstmals im Jahr 2006 bei einem Spiel gegen Argentinien, kurz nach der Eröffnung des Stadions, und zuletzt (Stand: April 2024) gegen Uruguay im November 2018 wurden im Emirates Stadion internationale Fußballspiele ausgetragen.

### Rugby
Im Januar 2019 wurde bekanntgegeben, dass im Emirates Stadium ein Halbfinale der Rugby-League-Weltmeisterschaft 2021 und damit das erste Rugbyspiel in dem Stadion stattfinden wird. Da die WM aufgrund der COVID-19-Pandemie um ein Jahr verschoben wurde, fand das Spiel zwischen England und Samoa erst am 22. November 2022 statt. Vor 40.489 Zuschauern setzte sich die samoanische Mannschaft mit 27–26 Punkten durch.

### Anderes

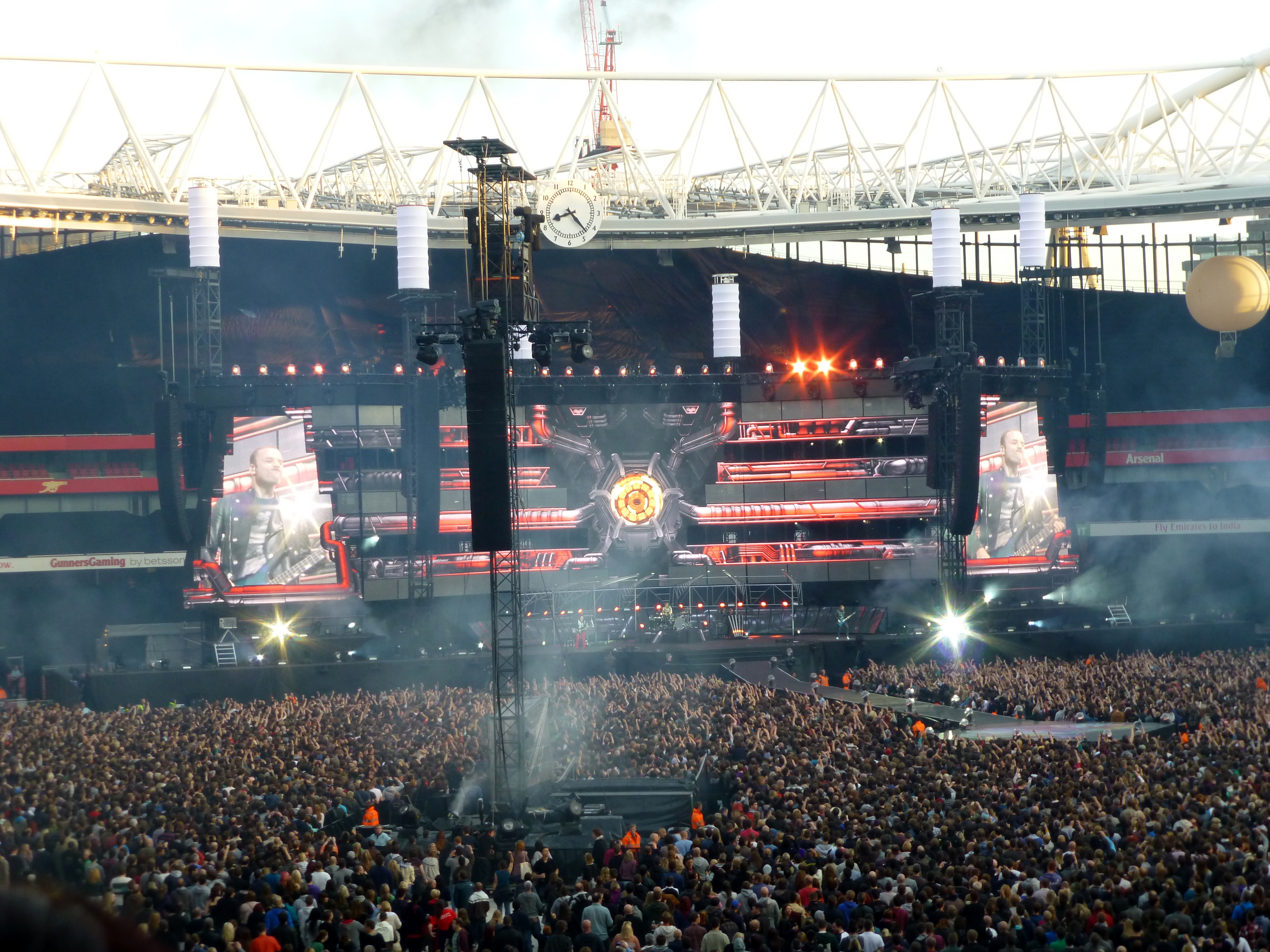
Muse bei einem Konzert im Emirates Stadium 2013

Das Stadion wird auch als Konferenzzentrum verwendet. So wurde dort beispielsweise ein Treffen im März 2008 zwischen dem britischen Premierminister Gordon Brown und dem französischen Präsidenten Nicolas Sarkozy abgehalten. Das Stadion wurde auch als Austragungs- bzw. Aufzeichnungsort für Reality-Shows wie The X-Factor, Britain’s Got Talent und Big Brother verwendet. Zudem werden dort auch immer wieder Konzerte von Bands wie Coldplay, Muse oder Green Day veranstaltet.

## Trivia
Viele nennen das neue Stadion auch Ashburton Grove, nach dem Ort, an dem es steht. Diese Diskrepanz zwischen dem offiziellen und dem gelegentlich genannten inoffiziellen Namen bestand auch schon beim Namen der vorherigen Spielstätte des FC Arsenal, die oft als Highbury bezeichnet wurde, obwohl es eigentlich Arsenal Stadium hieß. Gegnerische Fans bezeichnen das Emirates scherzhaft auch als The Library (deutsch Die Bibliothek). Der Begriff hatte sich bereits im Highbury etabliert, da es nach ihrer Auffassung bei Arsenal-Heimspielen deutlich leiser zugehe als in anderen englischen Erstligastadien. Weiterhin wird auch umgangssprachlich die Bezeichnung The Carpet verwendet. Diese bezieht sich auf die gute Rasenqualität des Vorgängerstadiums Highbury. Da die UEFA bei ihren Wettbewerben Stadiensponsoren nicht anerkennt, wird das Stadion u. a. bei der Champions League als Arsenal Stadium bezeichnet.

## Galerie

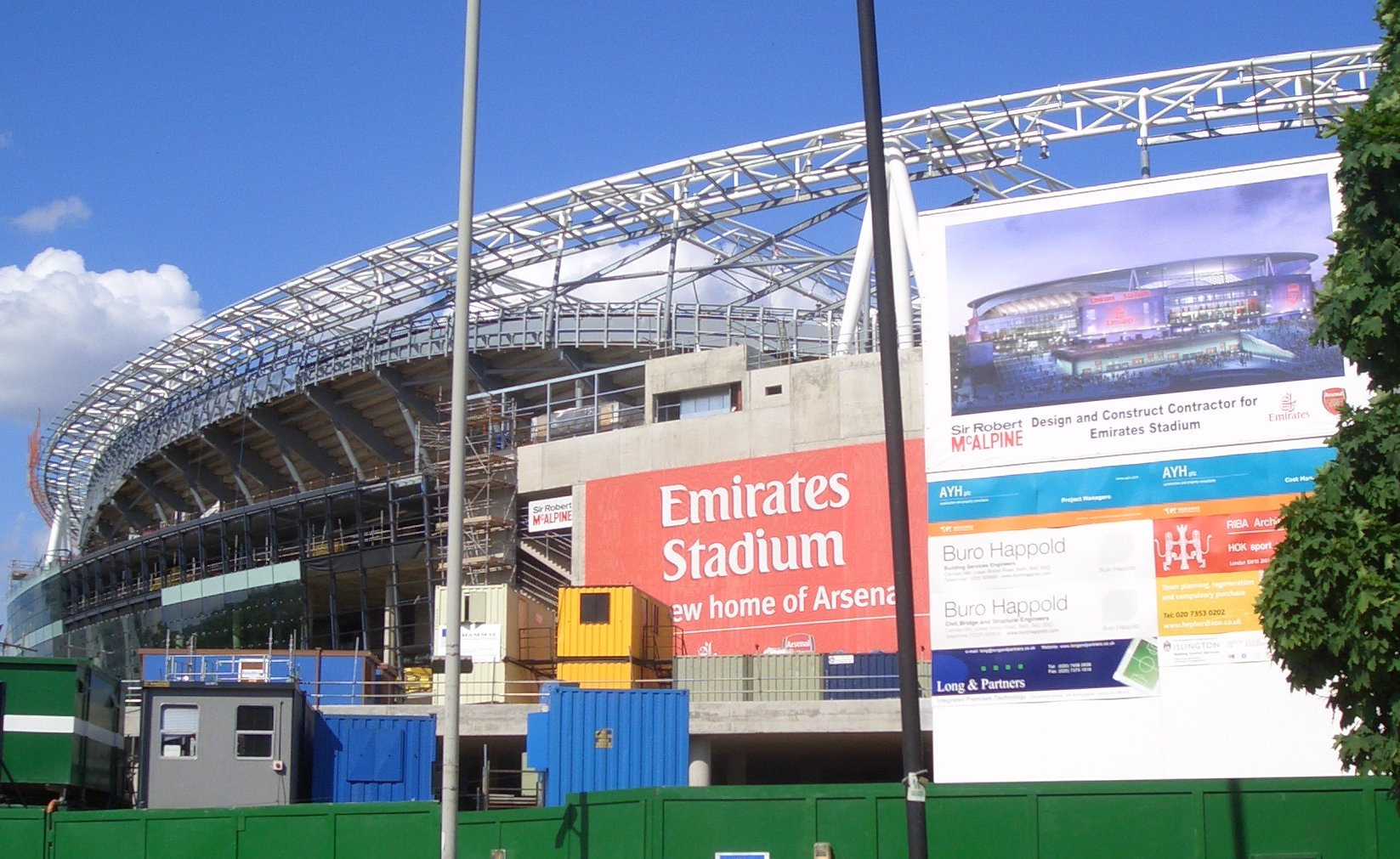
Das Stadion im Bau
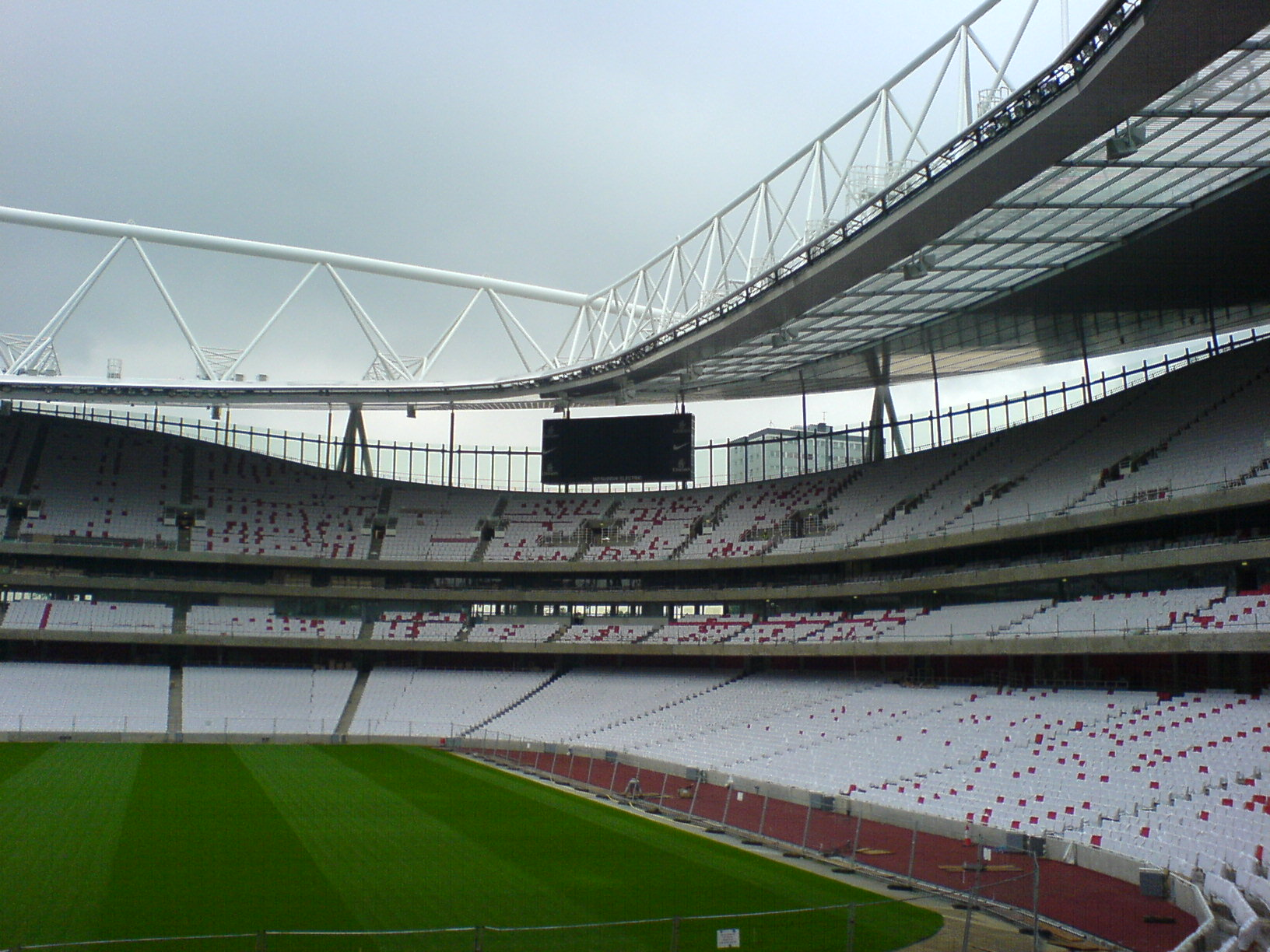
Innenansicht des Stadions während des Baus
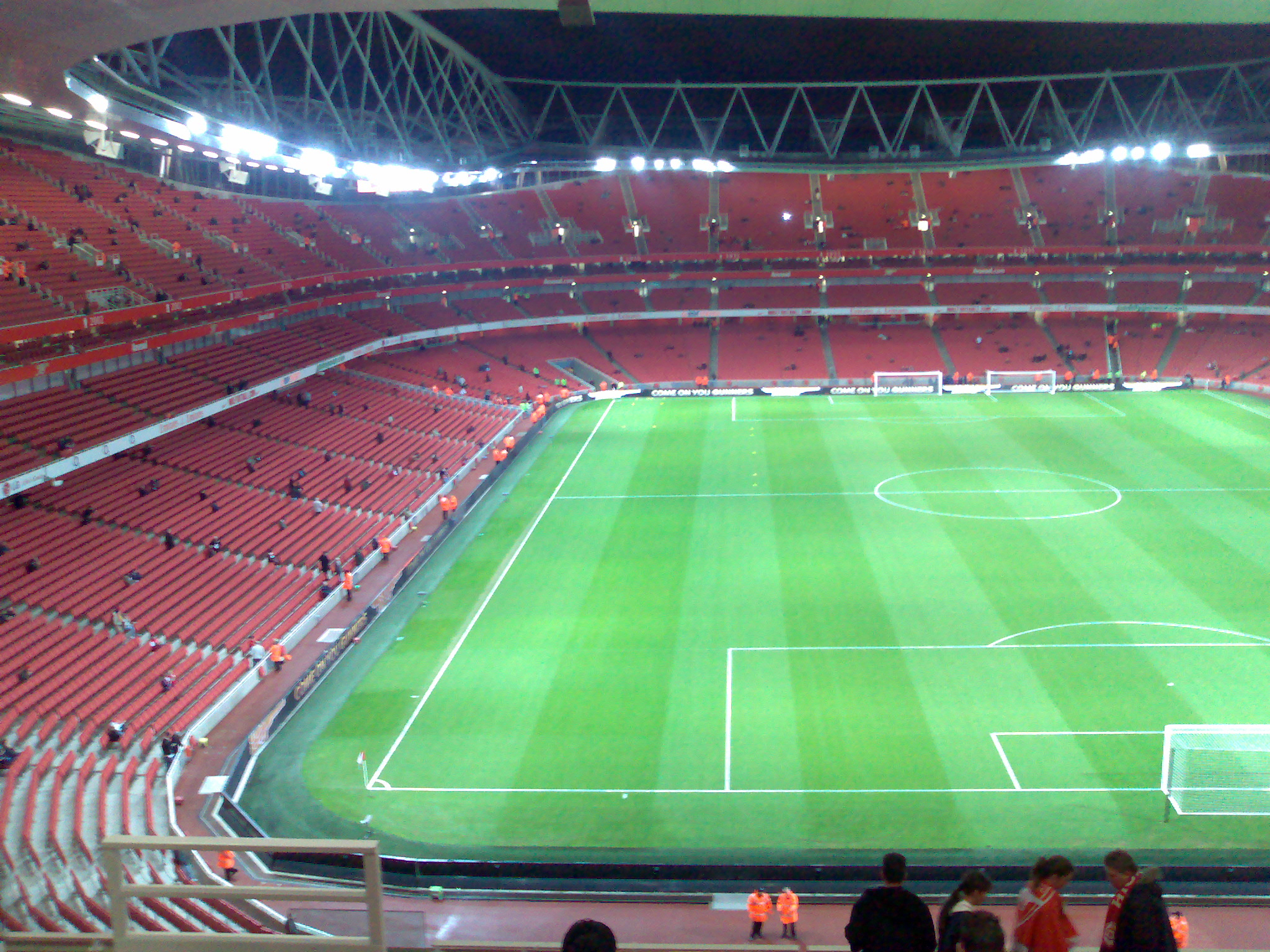
Innenansicht
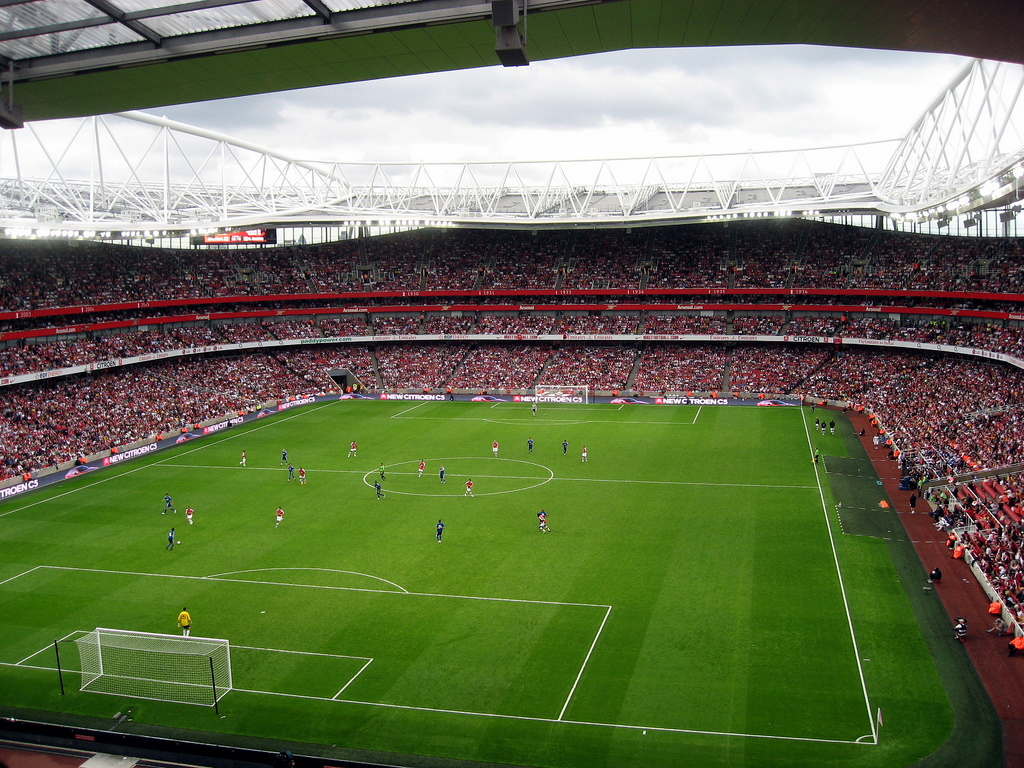
Arsenal gegen Real Madrid im August 2008
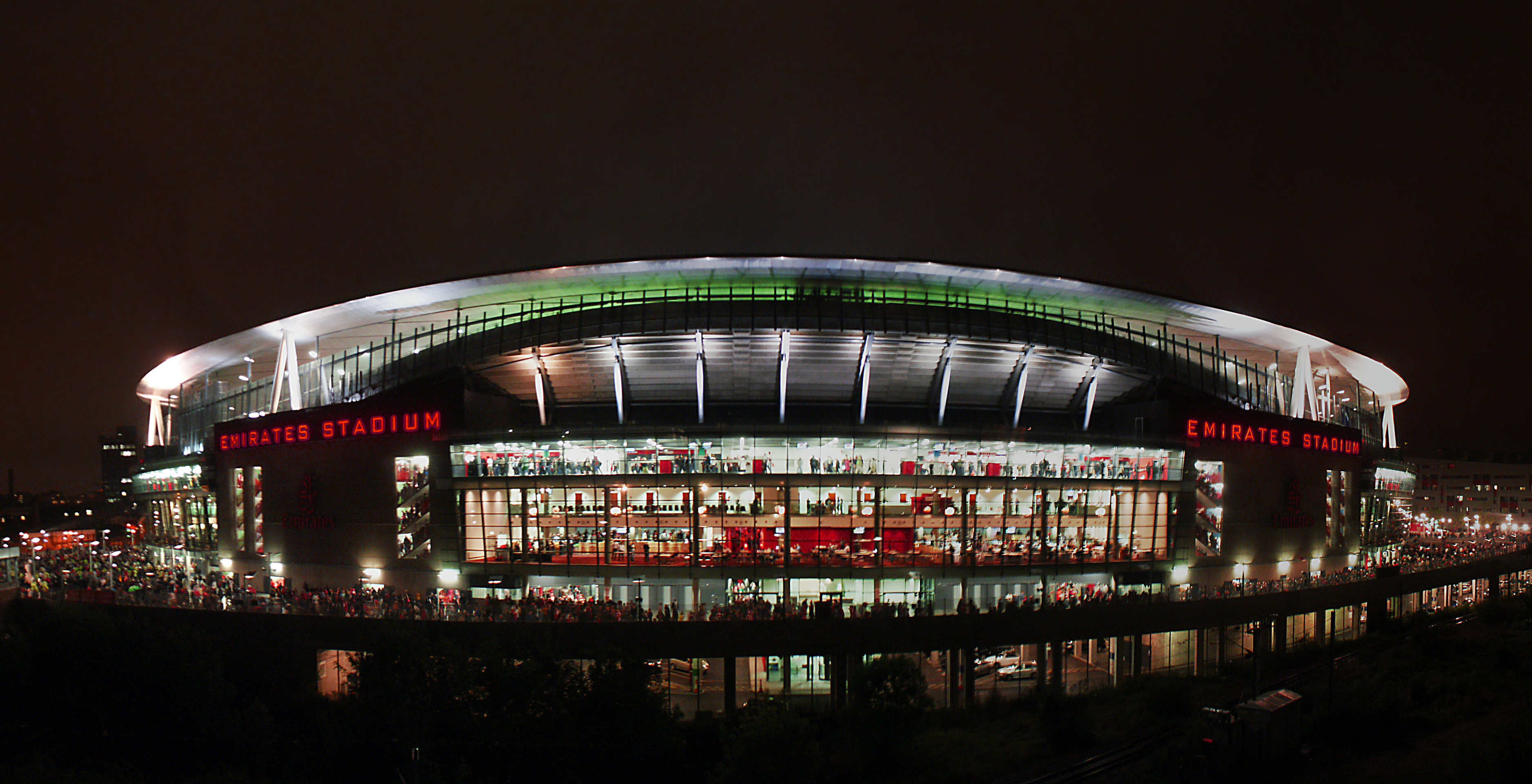
Das Stadion bei Nacht
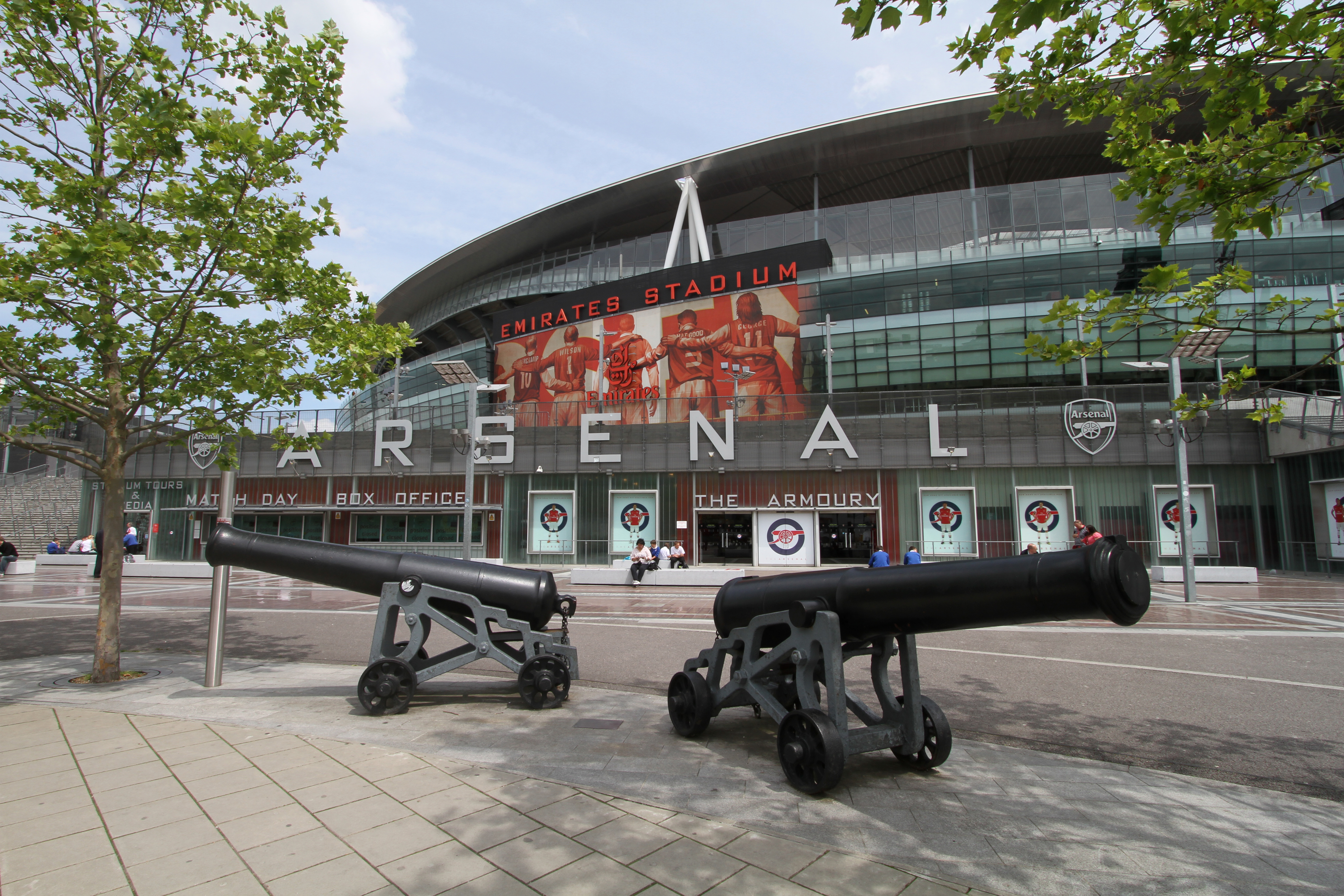
Kanonen im Außenbereich